# Lista siturilor arheologice din județul Giurgiu - M
Lista siturilor arheologice din județul Giurgiu - M conține toate siturile arheologice din județul Giurgiu înscrise în Repertoriul Arheologic Național (RAN) și aflate în localități al căror nume începe cu litera M. RAN este administrat de Ministerul Culturii și Patrimoniului Național și cuprinde date științifice, cartografice, topografice, imagini și planuri, precum și orice alte informații privitoare la zonele cu potențial arheologic, studiate sau nu, încă existente sau dispărute.
Puteți căuta un sit din localitățile care încep cu litera M folosind formularul de mai jos sau puteți naviga prin toate siturile din județ la Lista siturilor arheologice din județul Giurgiu.
| Cod RAN                                   | Denumire | Localitate                              | Adresă                    | Datare                                       | Descoperit | Coordonate                                    | Imagine           | Erori            |
| ----------------------------------------- | --- | --------------------------------------- | ------------------------- | -------------------------------------------- | ---------- | --------------------------------------------- | ----------------- | ---------------- |
| 103390.01.01 (Cod LMI: GR-I-m-B-14808.02) | Situl arheologic de la Mironești - "Malu Roșu" / ansamblu anonim (Categorie: locuire civilă) (Tip: Așezare)                              | sat Mironești, comuna Gostinari         | Malu Roșu                 | Tei - IIIb                                   |            | 44°10′17″N 26°15′47″E / 44.17139°N 26.26292°E | Încărcați imagine | Raportați eroare |
| 103390.01.02 (Cod LMI: GR-I-m-B-14808.01) | Situl arheologic de la Mironești - "Malu Roșu" / ansamblu anonim (Categorie: locuire civilă) (Tip: Așezare)                              | sat Mironești, comuna Gostinari         | Malu Roșu                 | geto-dacică                                  |            | 44°10′17″N 26°15′47″E / 44.17139°N 26.26292°E | Încărcați imagine | Raportați eroare |
| 103390.01.03 (Cod LMI: GR-I-s-B-14808)    | Situl arheologic de la Mironești - "Malu Roșu" / ansamblu anonim (Categorie: locuire civilă) (Tip: Așezare)                              | sat Mironești, comuna Gostinari         | Malu Roșu                 | Sântana de Mureș - Cerneahov sec.III-IV      |            | 44°10′17″N 26°15′47″E / 44.17139°N 26.26292°E | Încărcați imagine | Raportați eroare |
| 103390.01.04 (Cod LMI: GR-I-s-B-14808)    | Situl arheologic de la Mironești - "Malu Roșu" / ansamblu anonim (Categorie: locuire civilă) (Tip: Așezare)                              | sat Mironești, comuna Gostinari         | Malu Roșu                 | Cernavodă I                                  |            | 44°10′17″N 26°15′47″E / 44.17139°N 26.26292°E | Încărcați imagine | Raportați eroare |
| 103390.01.05 (Cod LMI: GR-I-s-B-14808)    | Situl arheologic de la Mironești - "Malu Roșu" / ansamblu anonim (Categorie: locuire civilă) (Tip: Așezare)                              | sat Mironești, comuna Gostinari         | Malu Roșu                 | Cernavodă III                                |            | 44°10′17″N 26°15′47″E / 44.17139°N 26.26292°E | Încărcați imagine | Raportați eroare |
| 103390.01.06 (Cod LMI: GR-I-s-B-14808)    | Situl arheologic de la Mironești - "Malu Roșu" / ansamblu anonim (Categorie: locuire civilă) (Tip: Așezare)                              | sat Mironești, comuna Gostinari         | Malu Roșu                 | Cernavodă II                                 |            | 44°10′17″N 26°15′47″E / 44.17139°N 26.26292°E | Încărcați imagine | Raportați eroare |
| 103390.01.07 (Cod LMI: GR-I-s-B-14808)    | Situl arheologic de la Mironești - "Malu Roșu" / ansamblu anonim (Categorie: locuire civilă) (Tip: Locuire)                              | sat Mironești, comuna Gostinari         | Malu Roșu                 | Glina                                        |            | 44°10′17″N 26°15′47″E / 44.17139°N 26.26292°E | Încărcați imagine | Raportați eroare |
| 103390.01.08 (Cod LMI: GR-I-s-B-14808)    | Situl arheologic de la Mironești - "Malu Roșu" / ansamblu anonim (Categorie: locuire civilă) (Tip: Așezare)                              | sat Mironești, comuna Gostinari         | Malu Roșu                 | Radovanu                                     |            | 44°10′17″N 26°15′47″E / 44.17139°N 26.26292°E | Încărcați imagine | Raportați eroare |
| 103390.01.09 (Cod LMI: GR-I-s-B-14808)    | Situl arheologic de la Mironești - "Malu Roșu" / ansamblu anonim (Categorie: locuire civilă) (Tip: Așezare)                              | sat Mironești, comuna Gostinari         | Malu Roșu                 | Basarabi                                     |            | 44°10′17″N 26°15′47″E / 44.17139°N 26.26292°E | Încărcați imagine | Raportați eroare |
| 103390.01.10 (Cod LMI: GR-I-s-B-14808)    | Situl arheologic de la Mironești - "Malu Roșu" / ansamblu anonim (Categorie: locuire civilă) (Tip: Așezare)                              | sat Mironești, comuna Gostinari         | Malu Roșu                 |                                              |            | 44°10′17″N 26°15′47″E / 44.17139°N 26.26292°E | Încărcați imagine | Raportați eroare |
| 100816.02.01                              | Așezarea din epoca bronzului de la Mogoșești - "La Cimitir" / ansamblu anonim (Categorie: locuire civilă) (Tip: Așezare)                 | sat Mogoșești, comuna Adunații-Copăceni | La Cimitir                | Glina                                        |            |                                               | Încărcați imagine | Raportați eroare |
| 100816.02.02                              | Așezarea din epoca bronzului de la Mogoșești - "La Cimitir" / ansamblu anonim (Categorie: locuire civilă) (Tip: Așezare)                 | sat Mogoșești, comuna Adunații-Copăceni | La Cimitir                | Tei                                          |            |                                               | Încărcați imagine | Raportați eroare |
| 100816.02.03                              | Așezarea din epoca bronzului de la Mogoșești - "La Cimitir" / ansamblu anonim (Categorie: locuire civilă) (Tip: Așezare)                 | sat Mogoșești, comuna Adunații-Copăceni | La Cimitir                | Basarabi                                     |            |                                               | Încărcați imagine | Raportați eroare |
| 101225.01.01 (Cod LMI: GR-I-m-B-14800.01) | Situl arheologic de la Malu Spart / ansamblu anonim (Categorie: locuire civilă) (Tip: Așezare)                                           | sat Malu Spart, oraș Bolintin-Vale      | pe valea Argeșului        | Boian                                        |            | 44°27′00″N 25°40′30″E / 44.45°N 25.675°E      | Încărcați imagine | Raportați eroare |
| 101225.01.02 (Cod LMI: GR-I-m-B-14800.02) | Situl arheologic de la Malu Spart / ansamblu anonim (Categorie: locuire civilă) (Tip: Așezare)                                           | sat Malu Spart, oraș Bolintin-Vale      | pe valea Argeșului        | sec. IV - III a. Chr.                        |            | 44°27′00″N 25°40′30″E / 44.45°N 25.675°E      | Încărcați imagine | Raportați eroare |
| 101225.02.01 (Cod LMI: GR-I-m-B-14801.03) | Situl arheologic de la Malu Spart - Suseni / ansamblu anonim (Categorie: locuire civilă) (Tip: Așezare)                                  | sat Malu Spart, oraș Bolintin-Vale      | Suseni                    | Glina                                        |            | 44°27′00″N 25°40′00″E / 44.45°N 25.66667°E    | Încărcați imagine | Raportați eroare |
| 101225.02.02 (Cod LMI: GR-I-m-B-14801.02) | Situl arheologic de la Malu Spart - Suseni / ansamblu anonim (Categorie: locuire civilă) (Tip: Așezare)                                  | sat Malu Spart, oraș Bolintin-Vale      | Suseni                    | geto-dacică sec. III - II a. Chr.            |            | 44°27′00″N 25°40′00″E / 44.45°N 25.66667°E    | Încărcați imagine | Raportați eroare |
| 101225.02.03 (Cod LMI: GR-I-m-B-14801.01) | Situl arheologic de la Malu Spart - Suseni / ansamblu anonim (Categorie: locuire civilă) (Tip: Așezare)                                  | sat Malu Spart, oraș Bolintin-Vale      | Suseni                    | Dridu sec. VIII - IX p. Chr.                 |            | 44°27′00″N 25°40′00″E / 44.45°N 25.66667°E    | Încărcați imagine | Raportați eroare |
| 104127.01.01 (Cod LMI: GR-I-s-B-14804)    | Așezarea Latene de la Mihai Bravu - "La Olăreasa" / ansamblu anonim (Categorie: locuire civilă) (Tip: Așezare)                           | sat Mihai Bravu, comuna Mihai Bravu     | La Olăreasa sau La Poduri | sec. II a. Chr. - II p. Chr.                 |            | 44°08′00″N 26°03′00″E / 44.13334°N 26.05°E    | Încărcați imagine | Raportați eroare |
| 104145.01.01 (Cod LMI: GR-I-m-B-14805.02) | Situl arheologic de la Mihăilești - "cartier Tufa" / ansamblu anonim (Categorie: locuire civilă) (Tip: Așezare)                          | oraș Mihăilești                         | cartier Tufa              | Glina                                        | 1930       | 44°18′00″N 23°38′00″E / 44.3°N 23.63333°E     | Încărcați imagine | Raportați eroare |
| 104145.01.02 (Cod LMI: GR-I-m-B-14805.02) | Situl arheologic de la Mihăilești - "cartier Tufa" / ansamblu anonim (Categorie: locuire civilă) (Tip: Așezare)                          | oraș Mihăilești                         | cartier Tufa              | Tei - III                                    | 1930       | 44°18′00″N 23°38′00″E / 44.3°N 23.63333°E     | Încărcați imagine | Raportați eroare |
| 104145.01.03 (Cod LMI: GR-I-m-B-14805.01) | Situl arheologic de la Mihăilești - "cartier Tufa" / ansamblu anonim (Categorie: locuire civilă) (Tip: Așezare)                          | oraș Mihăilești                         | cartier Tufa              | geto-dacică sec. III - I a. Chr.             | 1930       | 44°18′00″N 23°38′00″E / 44.3°N 23.63333°E     | Încărcați imagine | Raportați eroare |
| 104145.01.04 (Cod LMI: GR-I-s-B-14805)    | Situl arheologic de la Mihăilești - "cartier Tufa" / ansamblu anonim (Categorie: locuire civilă) (Tip: Așezare)                          | oraș Mihăilești                         | cartier Tufa              | Basarabi                                     | 1930       | 44°18′00″N 23°38′00″E / 44.3°N 23.63333°E     | Încărcați imagine | Raportați eroare |
| 104145.01.05 (Cod LMI: GR-I-s-B-14805)    | Situl arheologic de la Mihăilești - "cartier Tufa" / ansamblu anonim (Categorie: locuire civilă) (Tip: Așezare)                          | oraș Mihăilești                         | cartier Tufa              | sec. XVIII                                   | 1930       | 44°18′00″N 23°38′00″E / 44.3°N 23.63333°E     | Încărcați imagine | Raportați eroare |
| 103390.03.01 (Cod LMI: GR-I-m-B-14806.02) | Situl arheologic de la Mironești-Coastă / ansamblu anonim (Categorie: locuire civilă) (Tip: Așezare)                                     | sat Mironești, comuna Gostinari         | Coasta                    | Tei - IV                                     |            | 44°10′34″N 26°14′15″E / 44.17611°N 26.2375°E  | Încărcați imagine | Raportați eroare |
| 103390.03.02 (Cod LMI: GR-I-m-B-14806.01) | Situl arheologic de la Mironești-Coastă / ansamblu anonim (Categorie: locuire civilă) (Tip: Așezare)                                     | sat Mironești, comuna Gostinari         | Coasta                    | geto-dacică sec. III - I a. Chr.             |            | 44°10′34″N 26°14′15″E / 44.17611°N 26.2375°E  | Încărcați imagine | Raportați eroare |
| 103390.02.02 (Cod LMI: GR-I-m-B-14807.02) | Așezarea de la Mironești - "În vale" / ansamblu anonim (Categorie: locuire civilă) (Tip: Așezare)                                        | sat Mironești, comuna Gostinari         | În vale                   | Sântana de Mureș - Cerneahov sec. IV p. Chr. | 1988       | 44°10′24″N 26°15′16″E / 44.17333°N 26.25458°E | Încărcați imagine | Raportați eroare |
| 103390.02.03 (Cod LMI: GR-I-m-B-14807.01) | Așezarea de la Mironești - "În vale" / ansamblu anonim (Categorie: locuire civilă) (Tip: Așezare)                                        | sat Mironești, comuna Gostinari         | În vale                   | Dridu sec. VIII - IX                         | 1988       | 44°10′24″N 26°15′16″E / 44.17333°N 26.25458°E | Încărcați imagine | Raportați eroare |
| 103390.02.04 (Cod LMI: GR-I-s-B-14807)    | Așezarea de la Mironești - "În vale" / ansamblu anonim (Categorie: locuire civilă) (Tip: Așezare)                                        | sat Mironești, comuna Gostinari         | În vale                   | Sântana de Mureș - Cerneahov                 | 1988       | 44°10′24″N 26°15′16″E / 44.17333°N 26.25458°E | Încărcați imagine | Raportați eroare |
| 104234.01.01 (Cod LMI: GR-I-s-B-14802)    | Așezarea Tei de la Mârșa - "La marginea satului" / ansamblu anonim (Categorie: locuire civilă) (Tip: Așezare)                            | sat Mârșa, comuna Mârșa                 | La marginea satului       | Tei - III                                    |            | 44°23′30″N 25°57′30″E / 44.39167°N 25.95833°E | Încărcați imagine | Raportați eroare |
| 104234.02.01 (Cod LMI: GR-I-s-B-14803)    | Așezarea Dridu de la Mârșa - "La ieșirea din sat" / ansamblu anonim (Categorie: locuire civilă) (Tip: Așezare)                           | sat Mârșa, comuna Mârșa                 | La ieșirea din sat        | Dridu sec. VIII p. Chr.                      |            | 44°23′30″N 25°27′00″E / 44.39167°N 25.45°E    | Încărcați imagine | Raportați eroare |
| 100816.01.01 (Cod LMI: GR-I-s-B-14809)    | Așezarea Tei de la Mogoșești / ansamblu anonim (Categorie: locuire civilă) (Tip: Așezare)                                                | sat Mogoșești, comuna Adunații-Copăceni |                           | Tei - III-IV                                 |            | 44°14′47″N 26°05′56″E / 44.24633°N 26.09876°E | Încărcați imagine | Raportați eroare |
| 100816.01.02 (Cod LMI: GR-I-s-B-14809)    | Așezarea Tei de la Mogoșești / ansamblu anonim (Categorie: locuire civilă) (Tip: Așezare)                                                | sat Mogoșești, comuna Adunații-Copăceni |                           | Basarabi                                     |            | 44°14′47″N 26°05′56″E / 44.24633°N 26.09876°E | Încărcați imagine | Raportați eroare |
| 100816.01.03 (Cod LMI: GR-I-s-B-14809)    | Așezarea Tei de la Mogoșești / ansamblu anonim (Categorie: locuire civilă) (Tip: Așezare)                                                | sat Mogoșești, comuna Adunații-Copăceni |                           | getică sec. II - I a. Chr.                   |            | 44°14′47″N 26°05′56″E / 44.24633°N 26.09876°E | Încărcați imagine | Raportați eroare |
| 103390.04.01                              | Situl arheologic de la Mironești - "Conacul lui Palade" / ansamblu anonim (Categorie: locuire civilă) (Tip: așezare)                     | sat Mironești, comuna Gostinari         | Conacul lui Palade        | Tei - IIIb                                   |            | 44°10′16″N 26°15′25″E / 44.17124°N 26.25681°E | Încărcați imagine | Raportați eroare |
| 103390.04.02                              | Situl arheologic de la Mironești - "Conacul lui Palade" / ansamblu anonim (Categorie: locuire civilă) (Tip: Locuire)                     | sat Mironești, comuna Gostinari         | Conacul lui Palade        | Glina                                        |            | 44°10′16″N 26°15′25″E / 44.17124°N 26.25681°E | Încărcați imagine | Raportați eroare |
| 103390.04.03                              | Situl arheologic de la Mironești - "Conacul lui Palade" / ansamblu anonim (Categorie: locuire civilă) (Tip: așezare)                     | sat Mironești, comuna Gostinari         | Conacul lui Palade        | Basarabi                                     |            | 44°10′16″N 26°15′25″E / 44.17124°N 26.25681°E | Încărcați imagine | Raportați eroare |
| 103390.04.04                              | Situl arheologic de la Mironești - "Conacul lui Palade" / ansamblu anonim (Categorie: locuire civilă) (Tip: așezare)                     | sat Mironești, comuna Gostinari         | Conacul lui Palade        |                                              |            | 44°10′16″N 26°15′25″E / 44.17124°N 26.25681°E | Încărcați imagine | Raportați eroare |
| 103390.10.01 (Cod LMI: GR-II-a-A-15040)   | Ruinele curții lui Radu Șerban de la Mironești / ansamblu Ruinele curții lui Radu Șerban (Categorie: construcție) (Tip: curte domnească) | sat Mironești, comuna Gostinari         |                           | sec. XVI                                     |            |                                               | Încărcați imagine | Raportați eroare |
| 103390.13.01                              | Situl arheologic de la Mironești-fostul pod Mironești / ansamblu anonim (Categorie: locuire) (Tip: așezare)                              | sat Mironești, comuna Gostinari         | fostul pod Mironești      |                                              |            | 44°10′53″N 26°12′41″E / 44.18139°N 26.21139°E | Încărcați imagine | Raportați eroare |
| 103390.13.02                              | Situl arheologic de la Mironești-fostul pod Mironești / ansamblu anonim (Categorie: locuire) (Tip: așezare)                              | sat Mironești, comuna Gostinari         | fostul pod Mironești      | getică                                       |            | 44°10′53″N 26°12′41″E / 44.18139°N 26.21139°E | Încărcați imagine | Raportați eroare |
| 103390.13.03                              | Situl arheologic de la Mironești-fostul pod Mironești / ansamblu anonim (Categorie: locuire) (Tip: așezare)                              | sat Mironești, comuna Gostinari         | fostul pod Mironești      | Dridu sec. IX-X                              |            | 44°10′53″N 26°12′41″E / 44.18139°N 26.21139°E | Încărcați imagine | Raportați eroare |
| 103390.09.01                              | Situl arheologic de la Mironești / ansamblu anonim (Categorie: locuire) (Tip: așezare)                                                   | sat Mironești, comuna Gostinari         |                           |                                              | 2008       | 44°10′40″N 26°13′55″E / 44.17778°N 26.23195°E | Încărcați imagine | Raportați eroare |
| 103390.09.02                              | Situl arheologic de la Mironești / ansamblu anonim (Categorie: locuire) (Tip: așezare)                                                   | sat Mironești, comuna Gostinari         |                           | getică sec. II-I                             | 2008       | 44°10′40″N 26°13′55″E / 44.17778°N 26.23195°E | Încărcați imagine | Raportați eroare |
| 103390.05.01                              | Așezarea Tei de la Mironești - "La Panait" / ansamblu anonim (Categorie: locuire) (Tip: așezare)                                         | sat Mironești, comuna Gostinari         | La Panait                 | Tei - III                                    |            | 44°10′26″N 26°14′22″E / 44.17389°N 26.23944°E | Încărcați imagine | Raportați eroare |
| 103390.06.01                              | Așezarea de epoca bronzului de la Mironești -La Pisc / ansamblu anonim (Categorie: locuire) (Tip: așezare)                               | sat Mironești, comuna Gostinari         | La Pisc                   |                                              |            | 44°09′45″N 26°14′58″E / 44.1625°N 26.24944°E  | Încărcați imagine | Raportați eroare |
| 103390.07.01                              | Situl arheologic de la Mironești - La Târle / ansamblu anonim (Categorie: locuire) (Tip: așezare)                                        | sat Mironești, comuna Gostinari         | La Târle                  | getică                                       |            | 44°09′15″N 26°14′53″E / 44.15417°N 26.24806°E | Încărcați imagine | Raportați eroare |
| 103390.07.02                              | Situl arheologic de la Mironești - La Târle / ansamblu anonim (Categorie: locuire) (Tip: așezare)                                        | sat Mironești, comuna Gostinari         | La Târle                  | Dridu                                        |            | 44°09′15″N 26°14′53″E / 44.15417°N 26.24806°E | Încărcați imagine | Raportați eroare |
| 103390.07.03                              | Situl arheologic de la Mironești - La Târle / ansamblu anonim (Categorie: locuire) (Tip: așezare)                                        | sat Mironești, comuna Gostinari         | La Târle                  |                                              |            | 44°09′15″N 26°14′53″E / 44.15417°N 26.24806°E | Încărcați imagine | Raportați eroare |
| 103390.08.01                              | Situl arheologic de la Mironești-"La Ruine / ansamblu anonim (Categorie: locuire) (Tip: Conac)                                           | sat Mironești, comuna Gostinari         | La Ruine                  | sec. XVII                                    |            | 44°10′24″N 26°14′54″E / 44.17325°N 26.24833°E | Încărcați imagine | Raportați eroare |
| 103390.08.02                              | Situl arheologic de la Mironești-"La Ruine / ansamblu anonim (Categorie: locuire) (Tip: așezare)                                         | sat Mironești, comuna Gostinari         | La Ruine                  | getică sec. II - I a. Chr.                   |            | 44°10′24″N 26°14′54″E / 44.17325°N 26.24833°E | Încărcați imagine | Raportați eroare |
| 103390.12.01                              | Așezarea Dridu de la Mironești / ansamblu anonim (Categorie: locuire) (Tip: așezare)                                                     | sat Mironești, comuna Gostinari         |                           | Dridu                                        |            | 44°10′15″N 26°15′45″E / 44.17083°N 26.2625°E  | Încărcați imagine | Raportați eroare |
| 103390.11.02                              | Situl arheologic de la Mironești-cimitirul satului / ansamblu anonim (Categorie: locuire) (Tip: așezare)                                 | sat Mironești, comuna Gostinari         | Cimitirul satului         |                                              |            | 44°10′28″N 26°14′34″E / 44.17445°N 26.24278°E | Încărcați imagine | Raportați eroare |